# Binckhorst (Rosmalen)
Binckhorst is een wijk en gebied in de Nederlandse gemeente 's-Hertogenbosch, in de Nederlandse provincie Noord-Brabant, behorend tot stadsdeel Rosmalen Zuid. De wijk ligt in het oosten van de plaats Rosmalen.
Het gebied is gelegen tussen de Spoorlijn Tilburg - Nijmegen en de Rijksweg 59 en bestaat uit een aantal natuurgebieden, waaronder Zandverstuiving Rosmalen. Ook zijn er de zorginstellingen Mariaoord en De Binckhorst, een waterwingebied en het voormalig klooster Mariaburg. Het gebied maakt deel uit van De Hooge Heide.

## Aangrenzende wijken
| Aangrenzende wijken   | Aangrenzende wijken | Aangrenzende wijken | Aangrenzende wijken | Aangrenzende wijken |
| --------------------- | ------------------- | ------------------- | ------------------- | ------------------- |
|                       |                     | Kruisstraat         |                     |                     |
|                       |                     |                     |                     |                     |
| Sparrenburg Molenhoek | Nuland              |                     |                     |                     |
|                       |                     |                     |                     |                     |
|                       |                     | Het Vinkel          |                     |                     |